# Copa América de 2015 – Grupo B
O grupo B da Copa América de 2015 foi composto por Argentina, Uruguai, Paraguai e Jamaica. Os dois melhores colocados, mais o melhor terceiro colocado, se classificaram para a fase final.

## Equipes
| Posição de sorteio | Equipe    | Participação | Melhor performance                                                                                  | Posição no Ranking da FIFA no início do torneio |
| ------------------ | --------- | ------------ | --------------------------------------------------------------------------------------------------- | ----------------------------------------------- |
| B1                 | Argentina | 40ª          | Campeão (1921, 1925, 1927, 1929, 1937, 1941, 1945, 1946, 1947, 1955, 1957, 1959, 1991 e 1993)       | 3º                                              |
| B2                 | Uruguai   | 42ª          | Campeão (1916, 1917, 1920, 1923, 1924, 1926, 1935, 1942, 1956, 1959, 1967, 1983, 1987, 1995 e 2011) | 8º                                              |
| B3                 | Paraguai  | 35ª          | Campeão (1953 e 1979)                                                                               | 85º                                             |
| B4                 | Jamaica   | 1ª           | -                                                                                                   | 65º                                             |

## Tabela
|  | Equipes classificadas às quartas-de-final                   |
|  | Equipes classificadas como melhores terceiros classificados |
|  | Equipes eliminadas                                          |

| Pos. | Seleção   | Pts | J | V | E | D | GP | GC | SG |
| ---- | --------- | --- | - | - | - | - | -- | -- | -- |
| 1    | Argentina | 7   | 3 | 2 | 1 | 0 | 4  | 2  | +2 |
| 2    | Paraguai  | 5   | 3 | 1 | 2 | 0 | 4  | 3  | +1 |
| 3    | Uruguai   | 4   | 3 | 1 | 1 | 1 | 2  | 2  | 0  |
| 4    | Jamaica   | 0   | 3 | 0 | 0 | 3 | 0  | 3  | –3 |

## Jogos

### Uruguai vs Jamaica
| 13 de junho | Uruguai          | 1 – 0     | Jamaica | Estádio Regional de Antofagasta, Antofagasta   |
| 16:00       | C. Rodríguez 51' | Relatório |         | Público: 8 653 Árbitro: VEN José Argote (FIFA) |

| Uruguai | Jamaica |

| G              | 1  | Fernando Muslera       |                               |     |
| L              | 6  | Álvaro Pereira         |                               |     |
| Z              | 2  | José Giménez           | Penalizado com cartão amarelo |     |
| Z              | 3  | Diego Godín            | Penalizado com cartão amarelo |     |
| L              | 16 | Maximiliano Pereira    |                               |     |
| M              | 5  | Carlos Andrés Sánchez  |                               | 72' |
| M              | 7  | Cristian Rodríguez     |                               | 63' |
| M              | 14 | Nicolás Lodeiro        |                               | 85' |
| M              | 17 | Egidio Arévalo         |                               |     |
| A              | 9  | Diego Rolán            |                               |     |
| A              | 21 | Edinson Cavani         |                               |     |
| Substituições: |    |                        |                               |     |
| M              | 10 | Giorgian De Arrascaeta |                               | 63' |
| A              | 11 | Christian Stuani       |                               | 72' |
| M              | 20 | Álvaro González        |                               | 85' |
| Técnico:       |    |                        |                               |     |
| Óscar Tabárez  |    |                        |                               |     |

| G                | 1  | Duwaynne Kerr   |                               |     |
| L                | 19 | Adrian Mariappa |                               | 53' |
| Z                | 3  | Michael Hector  |                               |     |
| Z                | 4  | Wes Morgan      |                               |     |
| L                | 20 | Kemar Lawrence  |                               |     |
| M                | 17 | Rodolph Austin  |                               |     |
| M                | 22 | Garath McCleary |                               |     |
| M                | 8  | Simon Dawkins   |                               |     |
| M                | 10 | Jobi McAnuff    | Penalizado com cartão amarelo |     |
| M                | 9  | Giles Barnes    |                               |     |
| A                | 11 | Darren Mattocks |                               | 74' |
| Substituições:   |    |                 |                               |     |
| L                | 5  | Lance Laing     |                               | 53' |
| A                | 6  | Deshorn Brown   |                               | 74' |
| Técnico:         |    |                 |                               |     |
| Winfried Schäfer |    |                 |                               |     |

Bandeirinhas:

VEN Jorge Urrego

VEN Jairo Romero

Quarto árbitro:

CHI Jorge Osório

Árbitro reserva:

BOL Javier Bustillos

### Argentina vs Paraguai
| 13 de junho | Argentina                    | 2 – 2     | Paraguai                   | Estádio La Portada, La Serena     |
| 18:30       | Agüero 28' · Messi 36' (pen) | Relatório | 59' H.Valdes · 89' Barrios | Árbitro: COL Wilmar Roldán (FIFA) |

| Argentina | Paraguai |

| G               | 1  | Sergio Romero     |                               |     |
| L               | 3  | Facundo Roncaglia | Penalizado com cartão amarelo |     |
| Z               | 2  | Ezequiel Garay    |                               |     |
| Z               | 17 | Nicolás Otamendi  | Penalizado com cartão amarelo |     |
| L               | 16 | Marcos Rojo       |                               |     |
| M               | 14 | Javier Mascherano |                               |     |
| M               | 19 | Éver Banega       |                               | 80' |
| M               | 21 | Javier Pastore    |                               | 74' |
| V               | 10 | Lionel Messi      |                               |     |
| A               | 11 | Sergio Agüero     |                               | 75' |
| A               | 7  | Ángel Di María    |                               |     |
| Substituições:  |    |                   |                               |     |
| A               | 18 | Carlos Tévez      |                               | 74' |
| A               | 9  | Gonzalo Higuaín   |                               | 75' |
| M               | 6  | Lucas Biglia      |                               | 80' |
| Técnico:        |    |                   |                               |     |
| Gerardo Martino |    |                   |                               |     |

| G              | 12 | Antony Silva        |                               |     |
| L              | 3  | Marcos Cáceres      |                               |     |
| Z              | 14 | Paulo da Silva      |                               |     |
| Z              | 4  | Pablo Aguilar       | Penalizado com cartão amarelo |     |
| L              | 6  | Miguel Samudio      |                               |     |
| M              | 18 | Nelson Haedo Valdez |                               |     |
| M              | 20 | Néstor Ortigoza     |                               |     |
| M              | 15 | Víctor Cáceres      |                               |     |
| M              | 13 | Richard Ortiz       | Penalizado com cartão amarelo | 46' |
| A              | 7  | Raúl Bobadilla      |                               | 66' |
| A              | 9  | Roque Santa Cruz    |                               | 84' |
| Substituições: |    |                     |                               |     |
| A              | 10 | Derlis González     | Penalizado com cartão amarelo | 46' |
| A              |    | Édgar Benítez       |                               | 66' |
| A              | 19 | Lucas Barrios       |                               | 84' |
| Técnico:       |    |                     |                               |     |
| Ramón Díaz     |    |                     |                               |     |

Bandeirinhas:

COL Alexander Guzman

COL Cristian de la Cruz

Quarto árbitro:

CHI Julio Bascuñán

Árbitro reserva:

CHI Raul Orellana

### Paraguai vs Jamaica
| 16 de junho | Paraguai    | 1 – 0     | Jamaica | Estádio Regional de Antofagasta, Antofagasta |
| 18:00       | Benítez 37' | Relatório |         | Árbitro: ECU Carlos Vera (FIFA)              |

| Paraguai | Jamaica |

| G              | 12 | Antony Silva        |     |     |
| L              | 5  | Bruno Valdez        | 59' |     |
| Z              | 14 | Paulo da Silva      |     |     |
| Z              | 4  | Pablo Aguilar       |     |     |
| L              | 6  | Miguel Samudio      |     | 77' |
| M              | 10 | Derlis González     |     |     |
| M              | 20 | Néstor Ortigoza     |     |     |
| M              | 15 | Víctor Cáceres      |     |     |
| M              | 11 | Édgar Benítez       |     | 86' |
| A              | 7  | Raúl Bobadilla      |     | 75' |
| A              | 9  | Roque Santa Cruz    |     |     |
| Substituições: |    |                     |     |     |
| A              | 18 | Nelson Haedo Valdez |     | 75' |
| L              | 2  | Iván Piris          |     | 77' |
| M              | 16 | Osmar Molinas       |     | 86' |
| Técnico:       |    |                     |     |     |
| Ramón Díaz     |    |                     |     |     |

| G                | 1  | Duwayne Kerr     |     |     |
| L                | 19 | Adrian Mariappa  |     |     |
| Z                | 3  | Michael Hector   |     |     |
| Z                | 4  | Wes Morgan       | 16' |     |
| L                | 20 | Kemar Lawrence   |     |     |
| M                | 17 | Rodolph Austin   | 8'  |     |
| M                | 10 | Jobi McAnuff     |     |     |
| M                | 22 | Garath McCleary  |     |     |
| M                | 15 | Je-Vaughn Watson |     | 57' |
| M                | 18 | Simon Dawkins    |     | 80' |
| A                | 9  | Giles Barnes     |     | 62' |
| Substituições:   |    |                  |     |     |
| M                | 5  | Lance Laing      |     | 57' |
| A                | 6  | Deshorn Brown    |     | 62' |
| A                | 11 | Darren Mattocks  |     | 80' |
| Técnico:         |    |                  |     |     |
| Winfried Schäfer |    |                  |     |     |

Bandeirinhas:

ECU Christian Lescano

ECU Byron Romero

Quarto árbitro:

CHI Jorge Osorio

Árbitro reserva:

VEN Jorge Urrego

### Argentina vs Uruguai
| 16 de junho | Argentina  | 1 – 0     | Uruguai | Estádio La Portada, La Serena                    |
| 20:30       | Agüero 57' | Relatório |         | Público: 17 014 Árbitro: BRA Sandro Ricci (FIFA) |

| Argentina | Uruguai |

| G               | 1               | Sergio Romero     | 84'   |     |
| L               | 4               | Pablo Zabaleta    |       |     |
| Z               | 2               | Ezequiel Garay    |       |     |
| Z               | 17              | Nicolás Otamendi  |       |     |
| L               | 16              | Marcos Rojo       | 71'   |     |
| M               | 6               | Lucas Biglia      |       |     |
| M               | 14              | Javier Mascherano | 45+1' |     |
| M               | 21              | Javier Pastore    |       | 79' |
| V               | 10              | Lionel Messi      |       |     |
| A               | 11              | Sergio Agüero     |       | 82' |
| A               | 7               | Ángel Di María    |       | 89' |
| Substituições:  |                 |                   |       |     |
| M               | 19              | Éver Banega       |       | 79' |
| A               | 18              | Carlos Tevez      |       | 82' |
| M               | 8               | Roberto Pereyra   |       | 89' |
| Técnico:        |                 |                   |       |     |
| Gerardo Martino | Gerardo Martino | Gerardo Martino   | 31'   |     |

| G              | 1  | Fernando Muslera    |     |     |
| L              | 16 | Maxi Pereira        |     |     |
| Z              | 2  | José Giménez        |     |     |
| Z              | 3  | Diego Godín (c)     | 65' |     |
| L              | 6  | Álvaro Pereira      | 86' |     |
| M              | 20 | Álvaro González     |     |     |
| M              | 17 | Egidio Arévalo Ríos |     |     |
| M              | 14 | Nicolás Lodeiro     | 31' | 70' |
| M              | 7  | Cristian Rodríguez  |     | 64' |
| A              | 9  | Diego Rolán         |     |     |
| A              | 21 | Edinson Cavani      |     |     |
| Substituições: |    |                     |     |     |
| M              | 5  | Carlos Sánchez      |     | 64' |
| A              | 8  | Abel Hernández      |     | 70' |
| Técnico:       |    |                     |     |     |
| Óscar Tabárez  |    |                     |     |     |

Bandeirinhas:

BRA Emerson de Carvalho

BRA Fábio Pereira

Quarto árbitro:

CHI Julio Bascuñan

Árbitro reserva:

CHI Raul Orellana

### Uruguai vs Paraguai
| 20 de junho | Uruguai     | 1 – 1     | Paraguai    | Estádio La Portada, La Serena                      |
| 16:00       | Giménez 28' | Relatório | 44' Barrios | Público: 16 021 Árbitro: MEX Roberto García (FIFA) |

| Uruguai | Paraguai |

| G              | 1  | Fernando Muslera      |     |     |
| L              | 6  | Álvaro Pereira        | 74' |     |
| Z              | 2  | José Giménez          |     |     |
| Z              | 19 | Sebastián Coates      | 72' |     |
| L              | 16 | Maximiliano Pereira   |     |     |
| M              | 5  | Carlos Andrés Sánchez |     | 68' |
| M              | 17 | Arévalo Rios          |     |     |
| M              | 20 | Álvaro González       |     |     |
| A              | 9  | Diego Rolán           |     |     |
| A              | 21 | Edinson Cavani        |     |     |
| A              | 8  | Abel Hernández        | 5'  | 46' |
| Substituições: |    |                       |     |     |
| A              | 11 | Christian Stuani      |     | 46' |
| M              | 7  | Cristian Rodríguez    |     | 68' |
| Técnico:       |    |                       |     |     |
| Óscar Tabárez  |    |                       |     |     |

| G              | 1  | Justo Villar        |     |     |
| L              | 2  | Iván Piris          |     |     |
| Z              | 14 | Paulo da Silva      |     |     |
| Z              | 5  | Bruno Valdez        |     |     |
| L              | 3  | Marcos Cáceres      |     |     |
| M              | 7  | Raúl Bobadilla      |     | 68' |
| M              | 20 | Néstor Ortigoza     | 9'  | 65' |
| M              | 16 | Osmar Molinas       | 81' |     |
| M              | 11 | Édgar Benítez       |     |     |
| A              | 18 | Nelson Haedo Valdez |     |     |
| A              | 9  | Lucas Barrios       |     | 72' |
| Substituições: |    |                     |     |     |
| M              | 13 | Richard Ortis       | 69' | 65' |
| A              | 10 | Derlis González     |     | 68' |
| A              | 8  | Roque Santa Cruz    |     | 72' |
| Técnico:       |    |                     |     |     |
| Ramón Díaz     |    |                     |     |     |

Bandeirinhas:

MEX Jose Luis Camargo

MEX Marvin Torrentera

Quarto árbitro:

CHI Enrique Osses

Árbitro reserva:

CHI Raul Orellana

### Argentina vs Jamaica
| 20 de junho | Argentina   | 1 – 0     | Jamaica | Estádio Sausalito, Viña del Mar                    |
| 18:30       | Higuaín 11' | Relatório |         | Público: 21 083 Árbitro: CHI Julio Bascuñan (FIFA) |

| Argentina | Jamaica |

| G               | 1  | Sergio Romero     |       |     |
| L               | 4  | Pablo Zabaleta    | 90+2' |     |
| Z               | 2  | Ezequiel Garay    |       |     |
| Z               | 15 | Martín Demichelis |       |     |
| L               | 16 | Marcos Rojo       |       |     |
| M               | 6  | Lucas Biglia      |       |     |
| M               | 14 | Javier Mascherano |       |     |
| M               | 21 | Javier Pastore    | 45'   | 59' |
| V               | 10 | Lionel Messi      |       |     |
| A               | 7  | Ángel Di María    |       | 84' |
| A               | 9  | Gonzalo Higuaín   |       | 72' |
| Substituições:  |    |                   |       |     |
| M               | 8  | Roberto Pereyra   |       | 59' |
| A               | 18 | Carlos Tevez      |       | 72' |
| M               | 20 | Érik Lamela       |       | 84' |
| Técnico:        |    |                   |       |     |
| Gerardo Martino |    |                   |       |     |

| G                | 12 | Dwayne Miller   |     |     |
| L                | 19 | Adrian Mariappa |     |     |
| Z                | 3  | Michael Hector  | 52' | 71' |
| Z                | 4  | Wes Morgan      |     |     |
| L                | 20 | Kemar Lawrence  |     |     |
| M                | 17 | Rodolph Austin  | 52' |     |
| M                | 10 | Jobi McAnuff    |     |     |
| M                | 22 | Garath McCleary |     |     |
| M                | 5  | Lance Laing     |     | 72' |
| M                | 15 | Jevaughn Watson | 31' |     |
| A                | 6  | Deshorn Brown   |     | 78' |
| Substituições:   |    |                 |     |     |
| Z                | 21 | Jermaine Taylor |     | 71' |
| A                | 18 | Simon Dawkins   |     | 72' |
| A                | 9  | Giles Barnes    |     | 78' |
| Técnico:         |    |                 |     |     |
| Winfried Schäfer |    |                 |     |     |

Bandeirinhas:

CHI Carlos Astroza

CHI Marcelo Barraza

Quarto árbitro:

BOL Raúl Orosco

Árbitro reserva:

BOL Javier Bustillos